# 5155 Denisyuk
5155 Denisyuk (1972 HR) là một tiểu hành tinh vành đai chính được phát hiện ngày 18 tháng 4 năm 1972 bởi T. M. Smirnova ở Đài vật lý thiên văn Crimean.